# ツィダンタ2世
ツィダンタ2世（Zidanta II, 紀元前1450年頃）は、紀元前15世紀半ば頃のヒッタイトの大王。

## 来歴
先王ハンティリ2世の息子。歴代の王と同じく、南隣のキズワトナの国王ピッリヤと同盟条約を締結して同国を緩衝国とすることで、シリア遠征を繰り返すエジプトや、オリエントの大国として台頭してきたミタンニの脅威に対処しようとした。しかしのちにキズワトナはヒッタイトを離れミタンニの属国になった。
フッツィヤ2世が彼の跡を継いだが、血縁関係は不明。